# Lekkoatletyka na Letnich Igrzyskach Olimpijskich 2024 – bieg na 200 m kobiet
Bieg na 200 m kobiet podczas XXXIII Letnich Igrzysk Olimpijskich w Paryżu odbył się w dniach 4–6 sierpnia 2024. Do rywalizacji przystąpiło 48 sportowców. Areną zawodów był Stade de France. Mistrzem olimpijskim została reprezentantka Stanów Zjednoczonych Gabrielle Thomas.

## Terminarz
| Data            | Godzina rozpoczęcia |            |
| 4 sierpnia 2024 | 10:55               | Eliminacje |
| 5 sierpnia 2024 | 12:50               | Repasaże   |
| 5 sierpnia 2024 | 20:45               | Półfinał   |
| 6 sierpnia 2024 | 21:40               | Finał      |

## Rekordy
Przed rozpoczęciem zawodów aktualny rekord świata i rekord olimpijski były następujące:
| WR | Florence Griffith-Joyner | 21,34 | Seul | 29 września 1988 |
| OR | Florence Griffith-Joyner | 21,34 | Seul | 29 września 1988 |

## Runda 1
Rozegrano 6 biegów eliminacyjnych. Do półfinału awansowały 3 pierwsze zawodniczki z każdego biegu. Pozostałe zawodniczki, które ukończyły bieg trafiły do repasaży.

### Bieg 1
| Poz. | Zawodnik           | Reprezentacja            | Czas             | Uwagi |
| ---- | ------------------ | ------------------------ | ---------------- | ----- |
| 1.   | Julien Alfred      | Saint Lucia              | 22,41            | Q     |
| 2.   | Gémima Joseph      | Francja                  | 22,72            | Q     |
| 3.   | Julia Henriksson   | Szwecja                  | 22,79            | Q     |
| 4.   | Torrie Lewis       | Australia                | 22,89            |       |
| 5.   | Lorène Bazolo      | Portugalia               | 23,10            |       |
| 6.   | Léonie Pointet     | Szwajcaria               | 23,42            |       |
| 7.   | Olga Safronowa     | Kazachstan               | 23,58            |       |
| -    | Marie Josée Ta Lou | Wybrzeże Kości Słoniowej | DNS              |       |
|      |                    |                          | Wiatr: + 1,4 m/s |       |

### Bieg 2
| Poz. | Zawodnik             | Reprezentacja     | Czas           | Uwagi |
| ---- | -------------------- | ----------------- | -------------- | ----- |
| 1.   | Gabrielle Thomas     | Stany Zjednoczone | 22,20          | Q     |
| 2.   | Niesha Burgher       | Jamajka           | 22,54          | Q     |
| 3.   | Mujinga Kambundji    | Szwajcaria        | 22,75          | Q     |
| 4.   | Jacqueline Madogo    | Kanada            | 22,78          |       |
| 5.   | Anahí Suárez         | Ekwador           | 23,33          |       |
| 6.   | Dalia Kaddari        | Włochy            | 23,49          |       |
| 7.   | Cecilia Tamayo-Garza | Meksyk            | 23,65          |       |
|      |                      |                   | Wiatr: 0,0 m/s |       |

### Bieg 3
| Poz. | Zawodnik         | Reprezentacja   | Czas           | Uwagi |
| ---- | ---------------- | --------------- | -------------- | ----- |
| 1.   | Daryll Neita     | Wielka Brytania | 22,39          | Q     |
| 2.   | Tasa Jiya        | Holandia        | 22,74          | Q     |
| 3.   | Hélène Parisot   | Francja         | 22,99          | Q     |
| 4.   | Nicole Caicedo   | Ekwador         | 23,18          |       |
| 5.   | Nora Lindahl     | Szwecja         | 23,33          |       |
| 6.   | Martyna Kotwiła  | Polska          | 23,43          |       |
| 7.   | Anna Bongiorni   | Włochy          | 23,49          |       |
| -    | Shericka Jackson | Jamajka         | DNS            |       |
|      |                  |                 | Wiatr: 0,0 m/s |       |

### Bieg 4
| Poz. | Zawodnik            | Reprezentacja            | Czas           | Uwagi |
| ---- | ------------------- | ------------------------ | -------------- | ----- |
| 1.   | McKenzie Long       | Stany Zjednoczone        | 22,55          | Q     |
| 2.   | Jessika Gbai        | Wybrzeże Kości Słoniowej | 22,61          | Q     |
| 3.   | Audrey Leduc        | Kanada                   | 22,88          | Q     |
| 4.   | Jaël Bestué         | Hiszpania                | 23,17          |       |
| 5.   | Kryscina Cimanouska | Polska                   | 23,30          |       |
| 6.   | Mia Gross           | Australia                | 23,36          |       |
| 7.   | Aimara Nazareno     | Ekwador                  | 23,52          |       |
| 8.   | Lorraine Martins    | Brazylia                 | 23,68          |       |
|      |                     |                          | Wiatr: 0,0 m/s |       |

### Bieg 5
| Poz. | Zawodnik            | Reprezentacja   | Czas             | Uwagi |
| ---- | ------------------- | --------------- | ---------------- | ----- |
| 1.   | Brittany Brown      | Wielka Brytania | 22,38            | Q     |
| 2.   | Lanae-Tava Thomas   | Jamajka         | 22,70            | Q     |
| 3.   | Bianca Williams     | Wielka Brytania | 22,77            | Q     |
| 4.   | Poliniki Emanuilidu | Grecja          | 23,06            |       |
| 5.   | Oliwia Fotopulu     | Cypr            | 23,07            |       |
| 6.   | Boglárka Takács     | Węgry           | 23,16            |       |
| 7.   | Imke Vervaet        | Belgia          | 23,20            |       |
| 8.   | Shanti Pereira      | Singapur        | 23,21            |       |
|      |                     |                 | Wiatr: + 0,2 m/s |       |

### Bieg 6
| Poz. | Zawodnik             | Reprezentacja              | Czas             | Uwagi |
| ---- | -------------------- | -------------------------- | ---------------- | ----- |
| 1.   | Favour Ofili         | Nigeria                    | 22,24            | Q     |
| 2.   | Dina Asher-Smith     | Wielka Brytania            | 22,28            | Q     |
| 3.   | Gina Bass            | Gambia                     | 22,84            | Q     |
| 4.   | Maboundou Koné       | Wybrzeże Kości Słoniowej   | 22,87            |       |
| 5.   | Adaejah Hodge        | Brytyjskie Wyspy Dziewicze | 23,00            |       |
| 6.   | Ida Karstoft         | Dania                      | 23,01            |       |
| 7.   | Li Yuting            | Chiny                      | 23,31            |       |
| 8.   | Ana Carolina Azevedo | Brazylia                   | 23,37            |       |
|      |                      |                            | Wiatr: + 0,5 m/s |       |

## Repasaże
Rozegrano 4 biegi. Do półfinału awansowało 4 zwyciężczyń oraz dwie zawodniczki z drugiego miejsca z najlepszymi czasami.

### Bieg 1
| Poz. | Zawodnik             | Reprezentacja              | Czas             | Uwagi |
| ---- | -------------------- | -------------------------- | ---------------- | ----- |
| 1.   | Jacqueline Madogo    | Kanada                     | 22,58            | Q     |
| 2.   | Adaejah Hodge        | Brytyjskie Wyspy Dziewicze | 22,94            | q     |
| 3.   | Poliniki Emanuilidu  | Grecja                     | 22,99            | q     |
| 4.   | Lorène Bazolo        | Portugalia                 | 23,08            |       |
| 5.   | Ana Carolina Azevedo | Ekwador                    | 23,35            |       |
| 6.   | Cheickna Traore      | Brazylia                   | 23,44            |       |
| 7.   | Shanti Pereira       | Singapur                   | 23,45            |       |
|      |                      |                            | Wiatr: + 0,6 m/s |       |

### Bieg 2
| Poz. | Zawodnik         | Reprezentacja            | Czas             | Uwagi |
| ---- | ---------------- | ------------------------ | ---------------- | ----- |
| 1.   | Maboundou Koné   | Wybrzeże Kości Słoniowej | 22,89            | Q     |
| 2.   | Boglárka Takács  | Węgry                    | 23,05            |       |
| 3.   | Li Yuting        | Chiny                    | 23,24            |       |
| 4.   | Martyna Kotwiła  | Polska                   | 23,50            |       |
| 5.   | Anahí Suárez     | Ekwador                  | 23,54            |       |
| 6.   | Lorraine Martins | Brazylia                 | 23,82            |       |
| -    | Dalia Kaddari    | Włochy                   | DNS              |       |
|      |                  |                          | Wiatr: + 0,6 m/s |       |

### Bieg 3
| Poz. | Zawodnik             | Reprezentacja | Czas             | Uwagi |
| ---- | -------------------- | ------------- | ---------------- | ----- |
| 1.   | Oliwia Fotopulu      | Cypr          | 22,92            | Q     |
| 2.   | Kryscina Cimanouska  | Polska        | 23,01            |       |
| 3.   | Nicole Caicedo       | Ekwador       | 23,04            |       |
| 4.   | Mia Gross            | Australia     | 23,34            |       |
| 5.   | Cecilia Tamayo-Garza | Meksyk        | 23,39            |       |
| -    | Anna Bongiorni       | Włochy        | DNS              |       |
| -    | Ida Karstoft         | Dania         | DNS              |       |
|      |                      |               | Wiatr: – 0,4 m/s |       |

### Bieg 4
| Poz. | Zawodnik       | Reprezentacja | Czas             | Uwagi |
| ---- | -------------- | ------------- | ---------------- | ----- |
| 1.   | Torrie Lewis   | Australia     | 23,08            | Q     |
| 2.   | Jaël Bestué    | Hiszpania     | 23,22            |       |
| 3.   | Imke Vervaet   | Belgia        | 23,33            |       |
| 4.   | Léonie Pointet | Szwajcaria    | 23,37            |       |
| 5.   | Nora Lindahl   | Szwecja       | 23,51            |       |
| 6.   | Olga Safronowa | Kazachstan    | 23,70            |       |
|      |                |               | Wiatr: – 0,9 m/s |       |

## Półfinały
Rozegrano 3 biegi. Do półfinału awansowały 4 zawodniczki z pierwszego i drugiego miejsca oraz dwie zawodniczki z najlepszymi czasami.

### Bieg 1
| Poz. | Zawodnik        | Reprezentacja              | Czas           | Uwagi |
| ---- | --------------- | -------------------------- | -------------- | ----- |
| 1.   | Julien Alfred   | Saint Lucia                | 21,98          | Q     |
| 2.   | Favour Ofili    | Nigeria                    | 22,05          | Q     |
| 3.   | McKenzie Long   | Stany Zjednoczone          | 22,30          | q     |
| 4.   | Bianca Williams | Wielka Brytania            | 22,58          |       |
| 5.   | Maboundou Koné  | Wybrzeże Kości Słoniowej   | 22,65          |       |
| 6.   | Audrey Leduc    | Kanada                     | 22,68          |       |
| 7.   | Gémima Joseph   | Francja                    | 22,69          |       |
| 8.   | Adaejah Hodge   | Brytyjskie Wyspy Dziewicze | 22,70          |       |
|      |                 |                            | Wiatr: 0,0 m/s |       |

### Bieg 2
| Poz. | Zawodnik            | Reprezentacja     | Czas             | Uwagi |
| ---- | ------------------- | ----------------- | ---------------- | ----- |
| 1.   | Gabrielle Thomas    | Stany Zjednoczone | 21,86            | Q     |
| 2.   | Dina Asher-Smith    | Wielka Brytania   | 22,31            | Q     |
| 3.   | Hélène Parisot      | Francja           | 22,51            |       |
| 4.   | Mujinga Kambundji   | Szwajcaria        | 22,63            |       |
| 5.   | Niesha Burgher      | Jamajka           | 22,64            |       |
| 6.   | Tasa Jiya           | Holandia          | 22,81 (,801))    |       |
| 6.   | Jacqueline Madogo   | Kanada            | 22,81 (,801)     |       |
| 8.   | Poliniki Emanuilidu | Grecja            | 23,18            |       |
|      |                     |                   | Wiatr: + 0,2 m/s |       |

### Bieg 3
| Poz. | Zawodnik          | Reprezentacja            | Czas             | Uwagi |
| ---- | ----------------- | ------------------------ | ---------------- | ----- |
| 1.   | Brittany Brown    | Stany Zjednoczone        | 22,12            | Q     |
| 2.   | Daryll Neita      | Wielka Brytania          | 22,24            | Q     |
| 3.   | Jessika Gbai      | Wybrzeże Kości Słoniowej | 22,36            | q     |
| 4.   | Gina Bass         | Gambia                   | 22,66            |       |
| 5.   | Lanae-Tava Thomas | Jamajka                  | 22,77            |       |
| 6.   | Julia Henriksson  | Szwecja                  | 22,88            |       |
| 7.   | Torrie Lewis      | Australia                | 22,92            |       |
| 8.   | Oliwia Fotopulu   | Cypr                     | 22,98            |       |
|      |                   |                          | Wiatr: + 0,1 m/s |       |

## Finał
| Pozycja | Zawodnik         | Reprezentacja            | Czas  | Uwagi            |
| ------- | ---------------- | ------------------------ | ----- | ---------------- |
| złoto   | Gabrielle Thomas | Stany Zjednoczone        | 21,83 |                  |
| srebro  | Julien Alfred    | Saint Lucia              | 22,08 |                  |
| brąz    | Brittany Brown   | Stany Zjednoczone        | 22,20 |                  |
| 4.      | Dina Asher-Smith | Wielka Brytania          | 22,22 |                  |
| 5.      | Daryll Neita     | Wielka Brytania          | 22,23 |                  |
| 6.      | Favour Ofili     | Nigeria                  | 22,24 |                  |
| 7.      | McKenzie Long    | Stany Zjednoczone        | 22,42 |                  |
| 8.      | Jessika Gbai     | Wybrzeże Kości Słoniowej | 22,70 |                  |
|         |                  |                          |       | Wiatr: – 0,6 m/s |